# Graf-Stauffenberg-Gymnasium (Osnabrück)

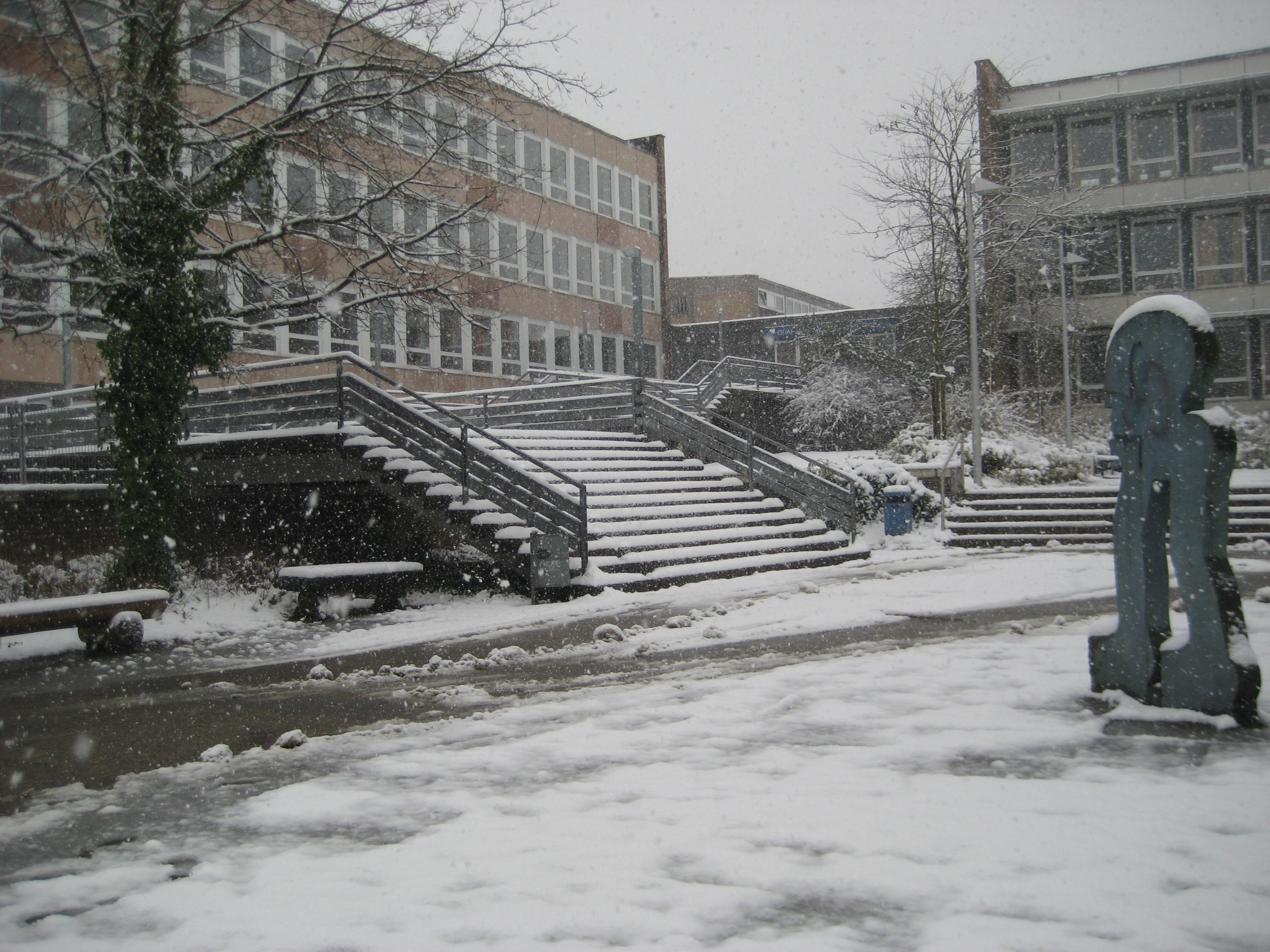
Aufgang zum Graf-Stauffenberg-Gymnasium, November 2008

Das Graf-Stauffenberg-Gymnasium (ursprünglich 4. Jungengymnasium) ist ein städtisches Gymnasium in der Stadt Osnabrück (Niedersachsen). Die Schule war die einzige Neugründung eines Gymnasiums für Jungen nach Ende des Zweiten Weltkriegs in der Stadt.
Die Schule bietet einen Zweig mit bilingualem Unterricht in englischer Sprache an, außerdem werden Fremdsprachen wie Spanisch unterrichtet. Neben dem Austausch mit der Partnerschule in Capbreton (Frankreich), bietet die Schule auch einen Austausch mit dem Szint Margit Gimnazium in Budapest (Ungarn) an. In französischer Sprache können Schüler das Diplom DELF scolaire erlangen. Auch das englische Cambridge Certificate können die Schüler erwerben. Das Gymnasium ist „Partnerschule des Leistungssports“ im Judo und im Fußball. Schüler des Gymnasiums betreiben mit der „Fruchtoase“ eine Schülerfirma zur vollwertigen Ernährung sowie einen Fairtrade-Kiosk. Durch ihre Partnerschaft mit der Schule „Santa Rosa“ in Puno (Peru) beteiligt sich die Schule an der Lokalen Agenda 21 zur Förderung von Bildungsprojekten in Entwicklungsländern.

## Geschichte

### Gründung
Am 10. Mai 1960 beschloss der Rat der Stadt Osnabrück, neben dem 804 gegründeten katholischen Gymnasium Carolinum, dem seit 1595 bestehenden Ratsgymnasium und dem Ernst-Moritz-Arndt-Gymnasium ein weiteres Gymnasium für Jungen in der Neustadt zu gründen. Es sollte den durch wachsende Schülerzahlen entstandenen Bedarf im neusprachlichen und insbesondere im mathematisch-naturwissenschaftlichen Schulangebot decken und neben Schülern aus Osnabrück Jungen aus dem südlichen Landkreis Osnabrück aufnehmen. Dort gab es zu diesem Zeitpunkt lediglich die Niedersächsische Heimschule Iburg als Internatsgymnasium in Kurzform mit dem Schwerpunkt Sport und musische Fächer. Die Schule erhielt den vorläufigen Namen 4. Jungengymnasium.
Der Bau in Nachbarschaft der damaligen Agnes-Miegel-Realschule – seit 2010 Bertha-von-Suttner-Realschule – wurde 1963 begonnen. Der Schulbetrieb begann am 21. April 1965 mit 565 Schülern, von denen lediglich 329 aus der Stadt Osnabrück kamen; ein großer Teil der Schüler kam aus dem Landkreis, zumeist aus dem südlichen Teil.
Die Schule war als Gymnasium für Jungen ins Leben gerufen worden, nahm aber bereits in den Anfangsjahren in der Oberstufe vereinzelt auch Mädchen auf, weil der Unterricht an den Mädchengymnasien der Stadt wie dem neusprachlich ausgerichteten Käthe-Kollwitz-Gymnasium oder den konfessionell getragenen Mädchengymnasium Angelaschule und der Ursulaschule nicht ausreichte, um den Absolventinnen die Aufnahme eines mathematischen oder naturwissenschaftlichen Studiums zu ermöglichen.
1967 erhielt die Schule ihren endgültigen Namen Graf-Stauffenberg-Gymnasium nach dem Offizier und Widerstandskämpfer in der Zeit des Nationalsozialismus, Claus Schenk Graf von Stauffenberg.

### Koedukation
Um 1970 wurde am Graf-Stauffenberg-Gymnasium wie an anderen Osnabrücker Schulen Koedukation eingeführt. Zum Schuljahr 1971/1972 wurden 42 Mädchen in die fünfte Klasse aufgenommen. Als das Käthe-Kollwitz-Gymnasium 1990 geschlossen wurde, wechselten die Schüler zum Teil an das Graf-Stauffenberg-Gymnasium, zum Teil an das Gymnasium „In der Wüste“.
Ab 1976 wurde in der Oberstufe im Kurssystem unterrichtet und damit die herkömmlichen Schulklassen aufgelöst.

### Bilingualer Unterricht
1990 wurde bilingualer Unterricht eingeführt. In diesem Zweig werden die Fächer Erdkunde und Biologie in englischer Sprache unterrichtet.

### Aktivitäten
- Das Gymnasium erhielt 2000/2001 einen Erweiterungsbau, um Schüler der aufgelösten Orientierungsstufen aufnehmen zu können.
- 2003 wurde das Gymnasium als „Partnerschule des Leistungssports“ im Judo zertifiziert. Dabei kooperieren das Niedersächsische Kultusministerium und der Niedersächsische Landessportbund.[3][4][5]
- Im Jahr 2003 beteiligte sich die Schule an den Gedenkveranstaltungen zum 9. November 1938, an dem die Alte Synagoge in Osnabrück in Brand gesetzt wurde.[6]
- Seit 2004 betreiben Schüler die „Fruchtoase“, in der ein Vollwertfrühstück angeboten wird.
- Im Schuljahr 2005/2006 war die Durchschnittsnote der Abiturienten die Note 2,82.[7]
- Seit 2006 nimmt das Gymnasium am Projekt „Zeitgenössische Musik in der Schule“ teil, das vom Niedersächsischen Kultusministerium und der Niedersächsischen Sparkassenstiftung ins Leben gerufen wurde.[8]
- Am Schülerwettbewerb „Auf ins Global Village“ des Magazins Focus nahmen Schüler des 12. Jahrgangs 2006/2007 mit den Projekten „Sucht“, Heilen sowie „Wahrnehmung und Kognition“ teil.[9]
- Zum Schuljahr 2007/2008 erhielt die Schule vom Niedersächsischen Kultusministerium die Genehmigung zur Umwandlung in eine Ganztagsschule.[10]
- 2007 nahmen Schüler des Graf-Stauffenberg-Gymnasiums an „inter.kult 07“, den „Wochen der Chancengleichheit“ in Osnabrück, teil.[11]
- Die „Fruchtoase“ wurde 2007 von einer Arbeitsgemeinschaft in eine Schülerfirma umgewandelt.
- 2008 beteiligte sich die Schule an „The Big Challenge“, einem europäischen Englisch-Wettbewerb für Schulen, der 1999 erstmals in Frankreich veranstaltet  und von Englischlehrern initiiert wurde.[12]
- Im Januar 2009 wechselte die Schulleiterin Irmela Mohsell nach Hildesheim; ihre Nachfolge trat kommissarisch Wilhelm Altenhoff an. Von Dezember 2009 bis 2019 war Josef Krotzek und seit August 2019 ist Thomas Grove Schulleiter des Gymnasiums.
- 2013 wurden Planungen konkreter, den Innenhof des Gymnasiums zu überdachen und in eine Aula umzuwandeln. Die Bauarbeiten begannen 2014, seit der Eröffnung im Jahr 2016 verfügt die Schule erstmals über eine Aula, die für Schulveranstaltungen und als Mensa genutzt wird und zur Verbesserung des offenen Ganztages beitragen soll. Im gleichen Zug wurde der Verwaltungstrakt der Schule umgebaut.
- Im Jahr 2017 wurde vom Stadtrat der Neubau der baufälligen Schulsporthalle beschlossen. Die Bauarbeiten für die moderne Dreifeldhalle mit einer Tribüne für 200 Personen begannen 2018 und wurden 2019 fertiggestellt.[13]
- Im September 2024 war das Graf-Stauffenberg-Gymnasium auf der Eröffnungsfeier des XXVI. Deutschen Kongresses für Philosophie neben dem Hannah-Ahrendt-Gymnasium Barsinghausen und dem Humboldt-Gymnasium Berlin-Tegel unter den ersten drei Schulen bundesweit, welche von der Deutschen Gesellschaft für Philosophie und dem Fachverband Philosophie für ihr herausragendes Engagement in der philosophischen Bildung als PROphilSCHULE ausgezeichnet wurden.

## Angebote
Fremdsprachenunterricht wird in Englisch, Französisch, Spanisch und Latein erteilt. Für Schüler der Oberstufe werden die Fächer Informatik und Philosophie angeboten. Das Angebot der Schule umfasst auch eine Vielzahl von Projekten und Arbeitsgemeinschaften. Im musischen Bereich unterhält die Schule Arbeitsgemeinschaften zu Kunst und Theater sowie Musik. Die Schule hat eine Schulband, ein Orchester, ein Vor-Orchester für die Jahrgänge 5–7, einen Pop-Chor und den Unterstufenchor „Stauffis“. Arbeitsgemeinschaften bestehen weiterhin zu Geschichte, Philosophie und dem Themenkreis Dritte Welt. Im Bereich Sport wird neben Judo und Fußball Hockey gespielt; außerdem wird ein Skikurs angeboten.
Die Schule bietet individuelle Beratung z. B. bei Lernschwierigkeiten und Überforderungsproblemen, bei Schulangst und Verhaltensproblemen, bei Konflikten in der Schule, bei familiären Schwierigkeiten, bei persönlichen Problemen und bei Fragen zur Schullaufbahn (5/6) durch eine ausgebildete Beratungslehrerin an.
Weitere Aufgaben sind Elternberatung, Klassenberatung, kollegiale Beratung und Präventionsarbeit.
In Konfliktfällen setzt die Schule Streitschlichter (Mediatoren) ein.
Die Schule hat Partnerschulen in Frankreich, Ungarn und Peru.

## Förderverein
Ehemalige Schüler und Förderer des Gymnasiums sind im VFE, dem Verein der Förderer und Ehemaligen, zusammengeschlossen.

## Absolventen
- Eckhard Meyer, Basketballnationalspieler
- Burkhard Jasper (* 1954), Politiker, MdL und Erster Bürgermeister der Stadt Osnabrück
- Heinz Rudolf Kunze (* 1956), Musiker
- Wieland Schinnenburg (* 1958), Politiker, MdB (FDP)
- Thomas Gerdiken (* 1960), Musiker und Ehrenbürger der Stadt New Orleans
- Hans-Jörg Michels (* 1961), Volleyball-Nationalspieler
- Andreas Hofer (* 1962), Schauspieler[15]
- Ralf Hoffmann (* 1963), Brigadegeneral der Luftwaffe der Bundeswehr
- Christian Kleiminger (* 1965), Politiker
- Astrid Hamker (* 1966), Präsidentin des Berufsverbands Wirtschaftsrat der CDU
- Daniel Thioune (* 1974), Fußballtrainer und ehemaliger Fußballspieler
- Sascha Weidner (1974–2015), Fotograf
- Ulf Buermeyer (* 1976), Jurist
- Holger Glandorf (* 1983), Handballspieler